# Spreensburg

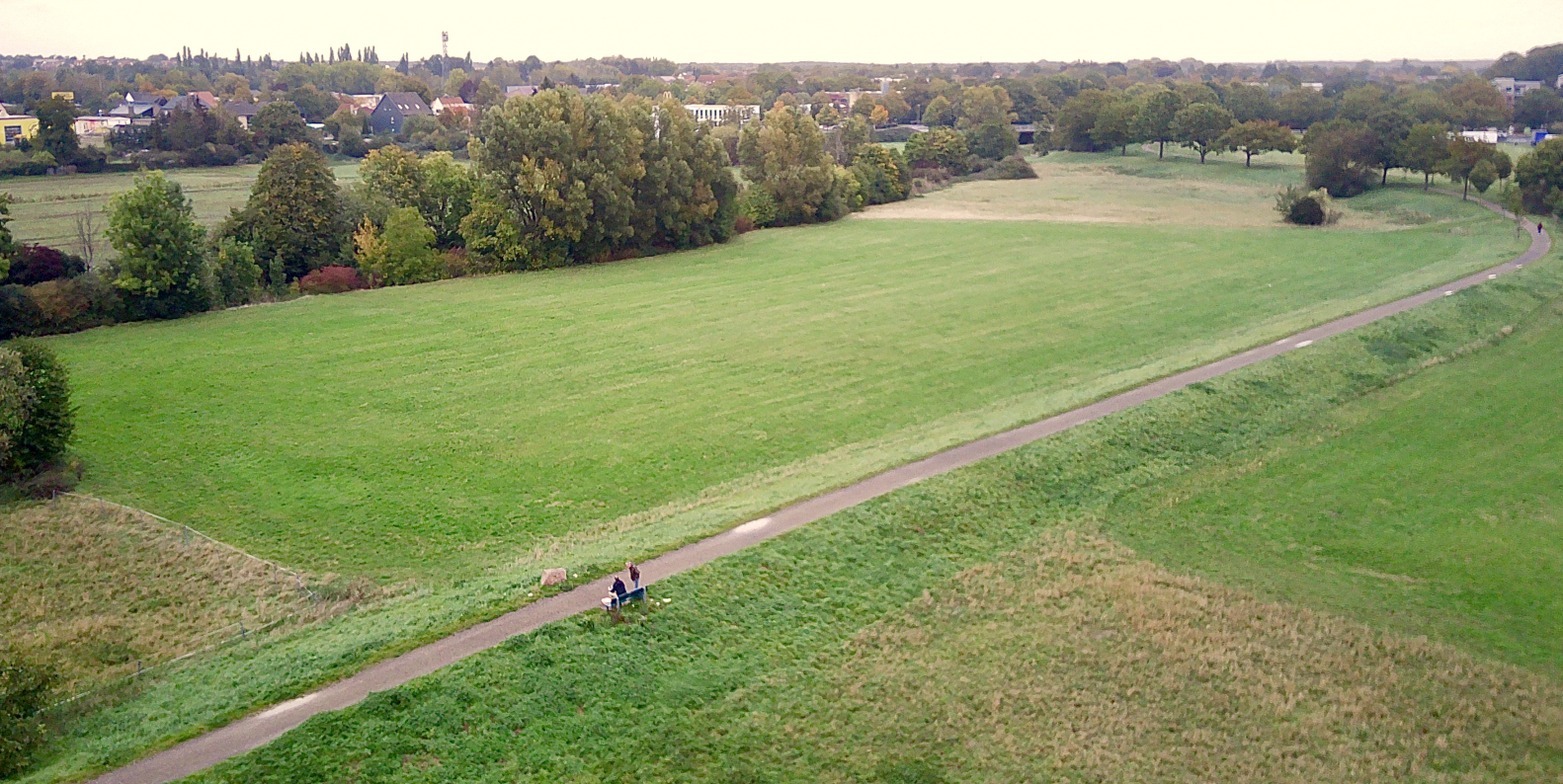
Lage der Spreensburg im linken Bildbereich auf einer Wiese unmittelbar an dem mit Gehölzen gesäumten Gewässer Westaue

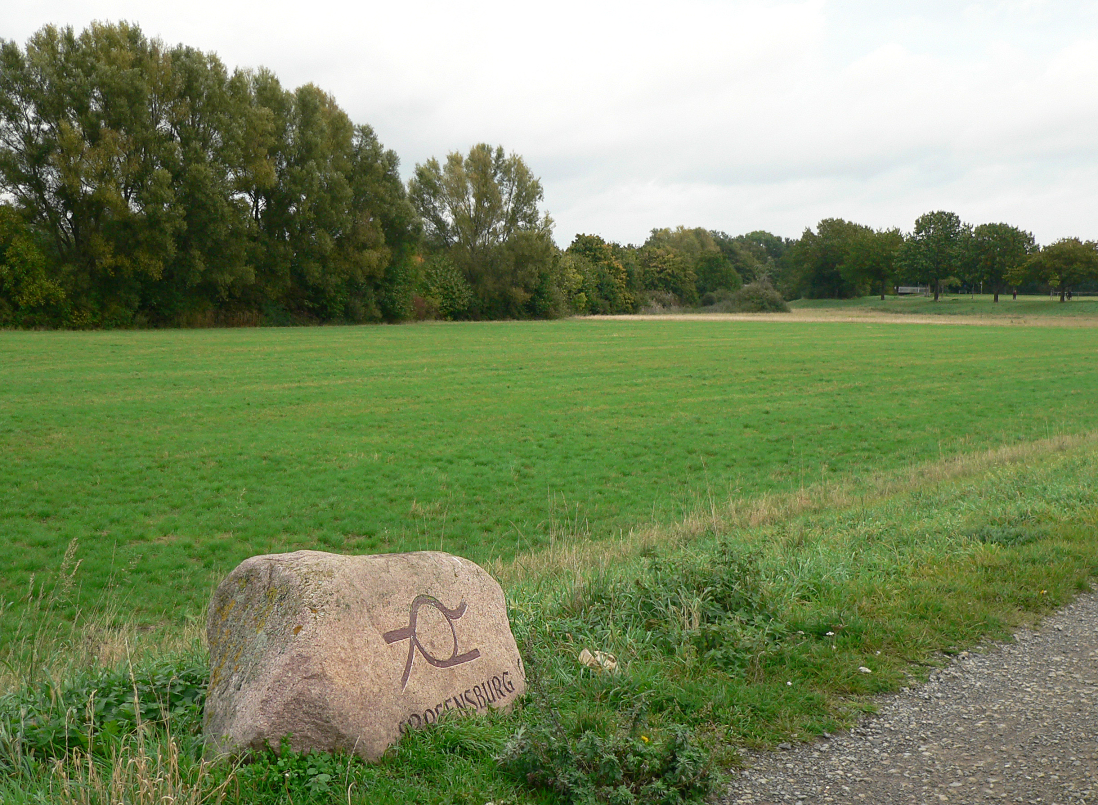
Findling mit der Aufschrift Spreensburg

Die Spreensburg ist eine abgegangene Burg in Wunstorf in Niedersachsen. Die in der Niederung der Westaue gelegene Burgstelle ist seit langem verschleift und nicht mehr erkennbar.

## Beschreibung
Die kreisförmige Befestigungsanlage hatte einen Durchmesser von etwa 60 Meter und lag auf einer hochwasserfreien Sandbank. Sie befand sich in einem Bereich, in dem später eine Wiese den Flurnamen Die Burg erhielt. Auf dem angrenzenden Flurstück mit der Bezeichnung Spreensburg könnte sich die Vorburg befunden haben. Anfang des 19. Jahrhunderts war die Befestigungsanlage anhand ihrer Insellage in der Flussniederung noch erkennbar. In den 1830er Jahren sollen auf dem Gelände der Spreensburg noch Mauerreste vorhanden gewesen sein.
2001 ließ der Heimatverein Wunstorf eine geophysikalische Untersuchung mit einem Magnetometer durchführen. Dabei wurde im Untergrund der Standort der Burg anhand des mit Erdreich zugesetzten Burggrabens erkannt. Ein unregelmäßiges Punktmuster deutete auf anthropogene Einwirkungen hin, bei denen es sich Reste einer Pfahlgründung für ein Gebäude handeln könnte. Im Jahr 2004 wurde ein 20 Meter langer und drei Meter breiter Grabungsschnitt angelegt, bei dem sich Pfostengruben fanden. Die archäologischen Untersuchungen deuteten auf eine frühere Turmburg mit einer Holz-Erde-Mauer auf einer flacher Aufschüttung. Derartige Anlagen werden aufgrund historischen Erkenntnisse in das Hochmittelalter datiert.
Am Rand der Wiese, auf der die Burg lag, befindet sich heute ein Findling mit der Aufschrift Spreensburg.

## Geschichte
In den Schriftquellen wird eine Burg in Wunstorf 1228 erstmals erwähnt. Sie wurde vom Bischof von Minden und dem Grafen von Roden an einem ehemals befestigten Platz errichtet, den ihnen das Stift Wunstorf überlassen hatte. 
Beide unterhielten die Burg, die 1299 erobert wurde und an das Bistum Minden kam. Nachdem 1317 in einem Vergleich zwischen dem Bischof von Minden und dem Grafen von Roden 1317 die Zerstörung der Burg bestimmt wurde, gibt es keine Nachrichten mehr von ihr. Da die Spreensburg außerhalb des Ortes liegt, ist eine Identität der Spreensburg mit der in den Quellen genannten Burg umstritten.